# Limnephilus obsoletus
Limnephilus obsoletus là một loài Trichoptera trong họ Limnephilidae. Chúng phân bố ở miền Cổ bắc.